# Ingleby Greenhow
Ingleby Greenhow är en ort och civil parish i Storbritannien.   Den ligger i grevskapet North Yorkshire och riksdelen England, i den centrala delen av landet, 300 km norr om huvudstaden London. Ingleby Greenhow ligger 128 meter över havet och antalet invånare är 14 608.
Terrängen runt Ingleby Greenhow är kuperad åt sydost, men åt nordväst är den platt. Runt Ingleby Greenhow är det ganska glesbefolkat, med 34 invånare per kvadratkilometer. Närmaste större samhälle är Middlesbrough, 16,3 km nordväst om Ingleby Greenhow. I omgivningarna runt Ingleby Greenhow växer i huvudsak blandskog.